# Arthur și răzbunarea lui Maltazard
Arthur și răzbunarea lui Maltazard (din franceză Arthur et la vengeance de Maltazard) este un film francez în limba engleză din 2009 cu actori și de animație bazat pe două cărți pentru copii (Arthur et les minimoys - 2002 și Arthur et la cité interdite - 2003) scrise de Luc Besson, care a și regizat filmul. În film apar Freddie Highmore și Mia Farrow.